# 김화도서관
김화도서관은 강원특별자치도 철원군에 있는 도서관이다.

## 연혁
- 1993년 12월 4일 개관.

## 이용 안내
이용 시간
- 도서대출시간: 평일 09:00 ~ 18:00 / 토·일 09:00 ~ 18:00
- 자유열람실: 하절기 (3월 ~ 10월) 09:00 ~ 22:00 / 동절기 (11월 ~ 2월) 09:00 ~ 21:00

휴관일
- 매주 월요일
- 국경일
- 기타 관장이 필요하다고 지정한 날